# Dubai TV
Dubai TV est une chaîne de télévision généraliste émiratie appartenant à la Dubai Media Incorporated (DMI). Très populaire dans le monde arabe, elle mêle séries, jeux télévisés, variétés orientales, dessins animés et bulletins d'informations. Les grands événements sportifs ou politiques des Émirats sont souvent retransmis en direct. Elle serait la seconde en termes de revenus publicitaires après MBC.
Dubai TV débute ses émissions en 1979 sous le nom de Emirates Dubai Television. En 1995, elle commence à émettre par satellite en Europe, puis en Amérique du Nord. Officiellement rebaptisée Dubai TV le 14 juin 2004, elle étend progressivement sa diffusion à l'Asie et à l'Australie.
Elle est accessible par voie hertzienne et par câble aux Émirats arabes unis, et par satellite (autrefois analogique, désormais numérique), câble et ADSL dans le reste du monde.